# Courtenay (British Columbia)
Courtenay ist eine Stadt an der Ostküste von Vancouver Island. Sie liegt in der Provinz British Columbia in Kanada. Sie ist die größte Stadt im Comox Valley und Verwaltungssitz des Comox Valley Regional District.

## Geschichte
Courtenay existiert offiziell seit dem 1. Januar 1915. Die Stadt wurde nach dem Fluss Courtenay River benannt, welcher wiederum nach George William Courtenay, Kapitän der HMS Constance benannt wurde, welche zwischen 1846 und 1849 in diesem Gebiet vor Anker lag. Jedoch reicht die Geschichte der Gegend sowie ihrer Bewohner weiter zurück. Vor der Ankunft der ersten europäischen Siedler war die Gegend bereits Siedlungs- und Jagdgebiet der First Nation, hauptsächlich der K'ómoks.
Am  23. Juni 1946 wurde die Gemeinde durch das Erdbeben von Vancouver Island erschüttert, welches mit einer Magnitude von 7,3 die Insel erschütterte. Es war bisher das stärkste Erdbeben auf der Insel und hatte sein Epizentrum auf dem Forbidden Plateau, etwa 30 km östlich von Courtenay.

## Geografie
Courtenay liegt 4 km westlich von Comox, 7 km nordöstlich von Cumberland, 5 km nordwestlich von Royston und 108 km nordwestlich von Nanaimo. Nach kanadischen Statistiken hat die Stadt eine Fläche von rund 29 km². Durch das Stadtgebiet von Courtenay läuft der Highway 19. Die Stadt befindet sich im nördlichen Gebiet der Eisenbahnlinie von Esquimalt and Nanaimo Railway.

## Demografie
Die letzte offizielle Volkszählung, der Census 2016, ergab für die Ansiedlung eine Bevölkerungszahl von 25.599 Einwohnern, nachdem der Zensus 2011 für die Gemeinde noch eine Bevölkerungszahl von 24.099 Einwohnern ergab. Die Bevölkerung nahm damit im Vergleich zum letzten Zensus im Jahr 2011 um 5,7 % zu und entwickelte sich mit dem Provinzdurchschnitt, dort mit einer Bevölkerungszunahme von 5,6 %. Im Zensuszeitraum 2006 bis 2011 hatte die Einwohnerzahl in der Gemeinde noch stärker um 9,4 % zugenommen, während sie im Provinzdurchschnitt um 7,0 % zunahm.
Zum Zensus 2016 lag das Durchschnittsalter der Einwohner bei 45,8 Jahren und damit weit über dem Provinzdurchschnitt von 42,3 Jahren. Das Medianalter der Einwohner wurde mit 48,3 Jahren ermittelt. Das Medianalter aller Einwohner der Provinz lag 2016 bei 43,0 Jahren. Zum Zensus 2011 wurde für die Einwohner der Gemeinde noch ein Medianalter von 46,5 Jahren ermittelt, bzw. für die Einwohner der Provinz bei 41,9 Jahren.
Beim Zensus im Jahre 2001 waren rund 10 % der Einwohner Einwanderer. Bei den Einwanderern stellten die Chinesen mit weitem Abstand die größte Bevölkerungsgruppe vor anderen Gruppen aus Asien.

## Bildung
Courtenay gehört zu School District #71 - Comox Valley, welcher seinen Sitz in Courtenay hat. In der Stadt finden sich verschiedene Schulen; unter anderem sieben elementary schools und vier secondary schools sowie das North Island College.

## Politik
Die Zuerkennung der kommunalen Selbstverwaltung für die Stadt erfolgte am 1. Januar 1915 (incorporated als City municipality).
Bürgermeister der Gemeinde ist Bob Wells. Zusammen mit sechs weiteren Bürgern bildet er den Rat der Stadt (council).

## Wirtschaft
Die wichtigsten Wirtschaftszweige in Courtenay sind der Einzelhandel, Tourismus und die unterstützenden Gewerbe sowie Bildung und Gesundheit/Soziales. Fischerei sowie Land- und Forstwirtschaft spielen nur eine nachgeordnete Rolle.
Das Durchschnittseinkommen der Beschäftigten von Courtenay lag im Jahr 2005 bei 22.662 C $, während es zur selben Zeit im Durchschnitt der gesamten Provinz British Columbia 24.867 C $ betrug. Der Einkommensunterschied zwischen Männern (30.975 C $) und Frauen (16.832 C $) entspricht den üblichen Verhältnissen der Provinz.

## Verkehr
Öffentlicher Personennahverkehr wird örtlich und regional durch das „Comox Valley Regional Transit System“ angeboten, welches von BC Transit in Kooperation betrieben wird. Das „Comox Valley Regional Transit System“ verbindet unter anderem Comox, Cumberland und Courtenay sowie das Little River Ferry Terminal und das Buckley Bay Ferry Terminal.